# Prebendow (Adelsgeschlecht)

Stammwappen derer von Prebendow

Prebendow historisch auch: Prebentow, in Polen meist Przebendowski, wobei auch häufig beide Namensformen kombiniert wurden als Prebendow–Przebendowski oder Prebendow von Przebendowski, ist der Name eines ursprünglich pommerellischen Adelsgeschlechts, das im Grafenstand in Polen und damit auch in Sachsen und Galizien, in Österreich-Ungarn sowie letztlich auch in Preußen zu einigem Ansehen gelangte.

## Geschichte
Das Geschlecht der Prebendow ist eines Stammes mit den Wilmsdorff und nannte sich nach seinem Stammgut Prebendow im Lauenburgischen. Für die polnische Seite war Jan Przebendowski 1466 Mitunterzeichner des Frieden von Thorn. Die gesicherte Stammreihe beginnt mit Joachim Prebendow († 1568), Erbherr auf Enzow und Predendow. Elzow lässt die Stammreihe bereits mit Liborius († 1493) beginnen. Im Jahre 1558 wurden Thomas und Joachim, Söhne des bereits verstorbenen Claus Prebentow, von Herzog Barnim mit einem Anteil an Prebendow belehnt. Letztmals wurde Carsten Prebbentow vom Großen Kurfürsten mit Prebendow im Jahre 1665 belehnt. Seine Söhne verkauften die bei der Familie verbliebenen Anteile am Gut, nach dem vorher schon die Stojentin anteilig Lehnsnachfolger wurden, an den Major Martin Döring von Goddentow.
Hans von Prebentow († 1608) soll das Gut Kaukern im Insterburgischen besessen haben, ist in Livland verstorben und hinterließ nur eine Tochter Lucretia († nach 1647), welche an Sebastian von Götzen († vor 1637), Erbherr auf Kumehlen, vermählt wurde und diesem Kaucken als Erbtochter zutrug.
Als die Lande Lauenburg und Bütow brandenburgisches Erblehen wurden, stellten sich die Prebendow an die Spitze der Polen zugeneigten Opposition. In Pommerellen, zählte die Familie fortan zu den einflussreichsten und wohlhabendsten. Am 6. Juli 1711 während des sächsischen Reichsvikariats wurde Johann Georg Przebendowski (1638–1729), zusammen mit seinen Vettern Peter Georg Przebendowski (1674–1755), Jakob Przebendowski († 1724), Johann Przebendowski (* nach 1676; † 1728) und Ernst Christoph Przebendowski († nach 1741) in den Reichsgrafenstand gehoben. Am 9. September 1783 erfolgte die Legitimation bei der galizischen Landtafel als Ritter von Przebendowo für Jakob Przebendowski (* vor 1724; † vor 1787). Letzterer erhielt am 22. Oktober 1789 in Wien den galizischen Grafenstand mit der Anrede Hoch- und Wohlgeboren. Er war Stifter der galizischen Linie des Geschlechts.
Joseph Anton von Prebendow (1719–1775) wurde Stifter der preußischen Linie des Geschlechts. Sämtliche Starosteien, die die Familie innehatte, fielen mit der preußischen Landnahme an die preußische Krone, was für die Familie einen erheblichen wirtschaftlichen Einschnitt darstellte. Die preußische Linie der Prebendow stellte mehrere Offiziere in der polnischen und preußischen Armee. Der Grafentitel wurde in Preußen unbeanstandet fortgeführt, jedoch nicht konfirmiert. Nach Hans-Jürgen Bömelburg bestätigte König Friedrich Wilhelm II. die Prebendows 1786 bei der Huldigung als Grafen. In Wejherowo befindet sich ein Erbbegräbnis der Familie.

## Besitz
- im Herzogtum Pommern (einschließlich der Lande Lauenburg und Bütow bzw. in Pommern): Chinow, Dzechlin, Enzow, Fritzow, Gluschen, Hammer, Jassow, Jeczewo/Jezow, Lischnitz, Mierzyn, Obliwitz, Prebendow, Schübben, Stachowo und Tadden
- in Galizien: Wadowice Górne, Łuszowce/Luszowicein
- in Preußen:
  - in Pomerellen, Preußen Königlichen Anteils bzw. Westpreußen: Blandzikau, Bohlschau, Brudzewo/Brusdau, Brzinne, Celbau, Cisowa/Cissów/Ciessau, Czemanau, Czenstkau, Gnischau, Gloddaw, Gohra, Groß und Klein Gowin, Hochredlau, Kamelau, Karwia/Karwenhof, Chylonia/Chëlonô/Kielau, Koliebken mit dem Kruge Uhlenkrug und Chwarsnau mit der Pustkowie Halk, Kolkau, Kruschwitz, Lewinno, Lissnau, Luboczin, Nanitz, Neuhoff, Neustadt, Penskowitz, Prisau, Pulkowitz, Quarzau, Rechke, Rieben mit den Pustkowien Grabau und Prinkowo, Groß und Klein Schlatau, Schmechau, Smazin, Soppieschin, Tillau und Usterbau, Zenislawki mit anteilig Zoppot
  - im Herzogtum Preußen: Kaukern
- in Masowien (bzw. südlich / südöstlich von Warschau): Dutki, Gloskowo, Wilkty und Wrzosów
- ohne regionale Zuordnung:  Góra, Jackowo, Niengkla, Orlanski, Pazermin, Praskowo, Ralzau, Rieszkowitz, Saluski, Stich und Szelstrau

## Wappen

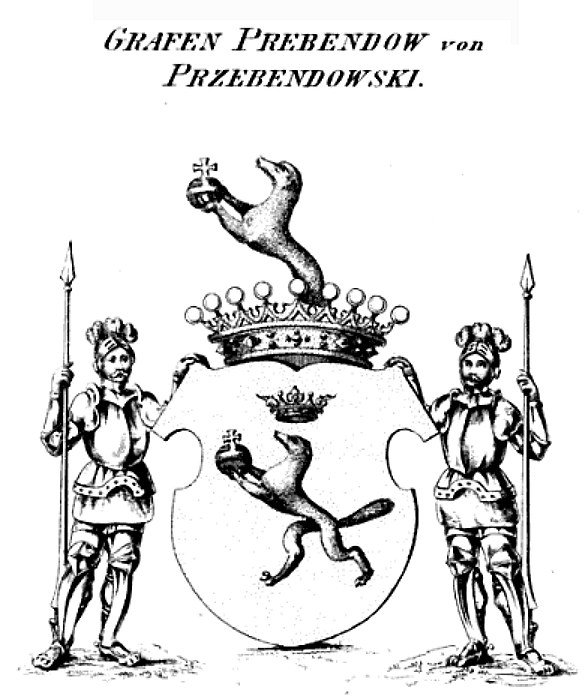
Wappen der Grafen von Prebendow

Die Prebendow führten das polnische Wappen Kuna.
Das gemeinsame Stammwappen mit den von Wilmsdorff zeigt in Gold einen aufspringenden natürlichen Marder mit einem roten Apfel im Fang. Auf dem Helm, mit rot-goldenen Decken der Marder mit dem Apfel wachsend.
Anlässlich der Hebung der Familie in den Reichsgrafenstand im Jahr 1711 wurde der Apfel im Wappen durch den Reichsapfel ersetzt, der mit den Vorderpfoten des Marders gehalten wird, über dem eine Blätterkrone schwebt.

## Angehörige

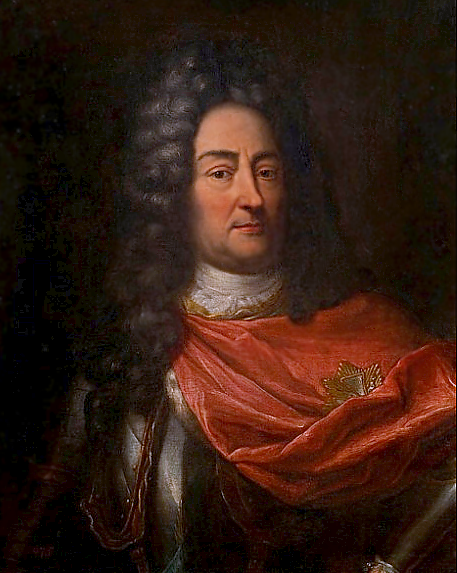
Jan Jerzy Przebendowski

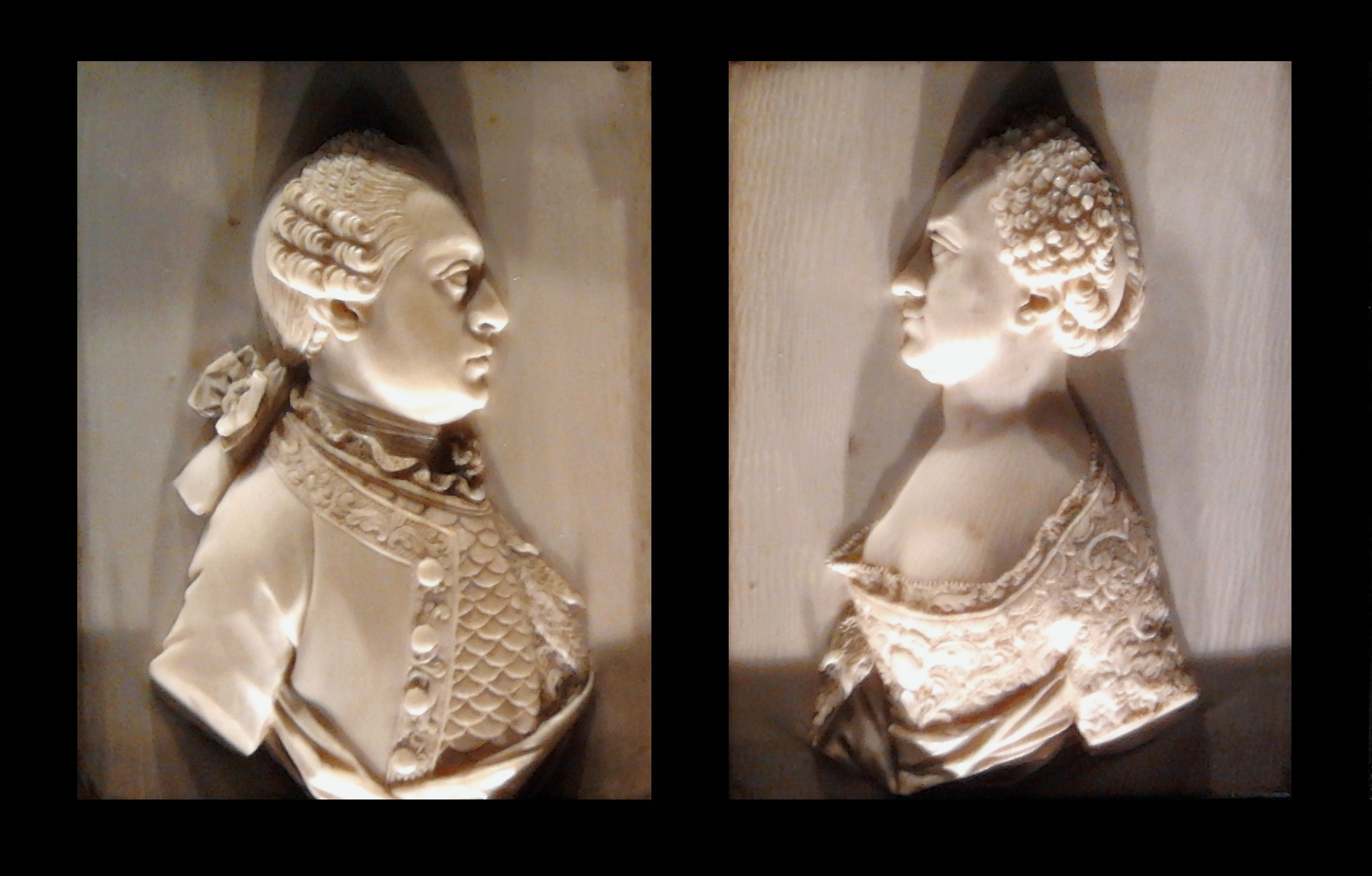
Franz Ignatz Przebendowski und Felicja Wielopolska

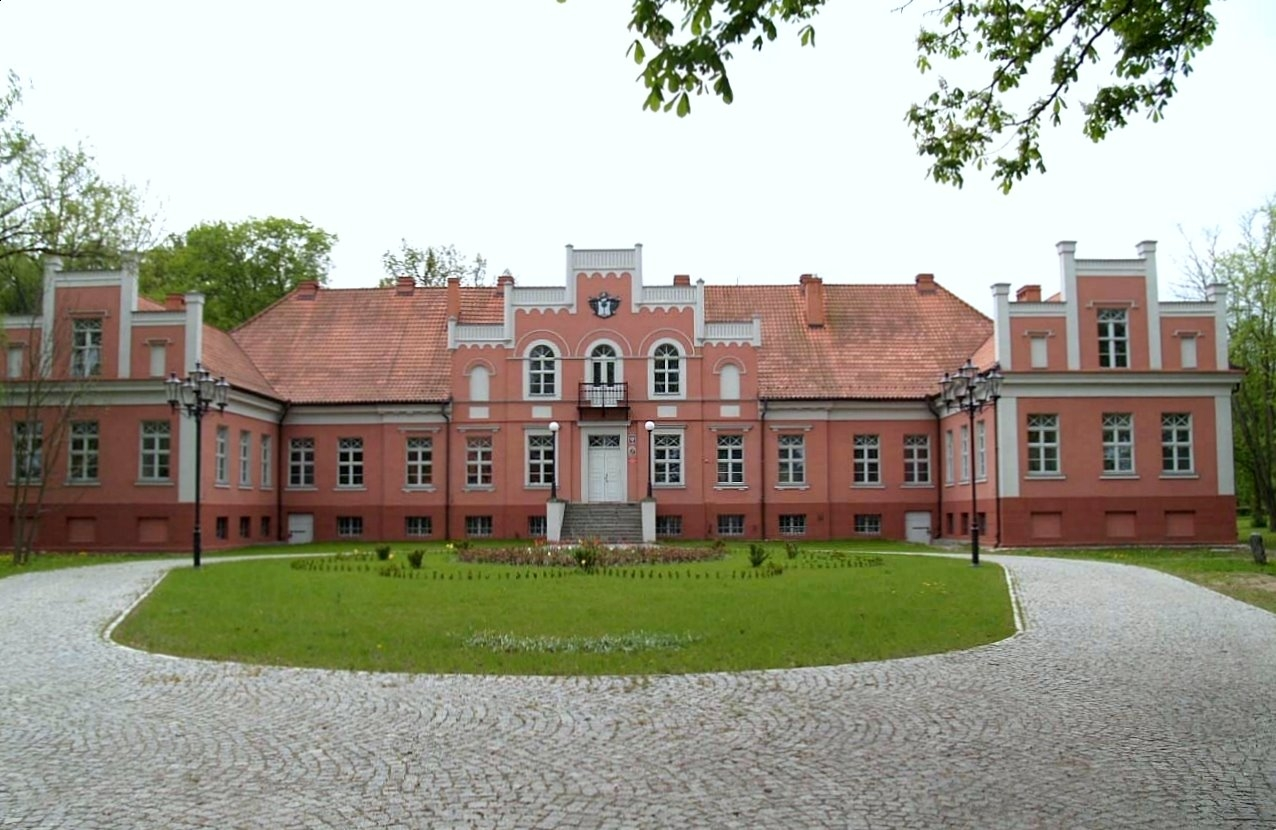
Herrenhaus Przebendowski in Neustadt

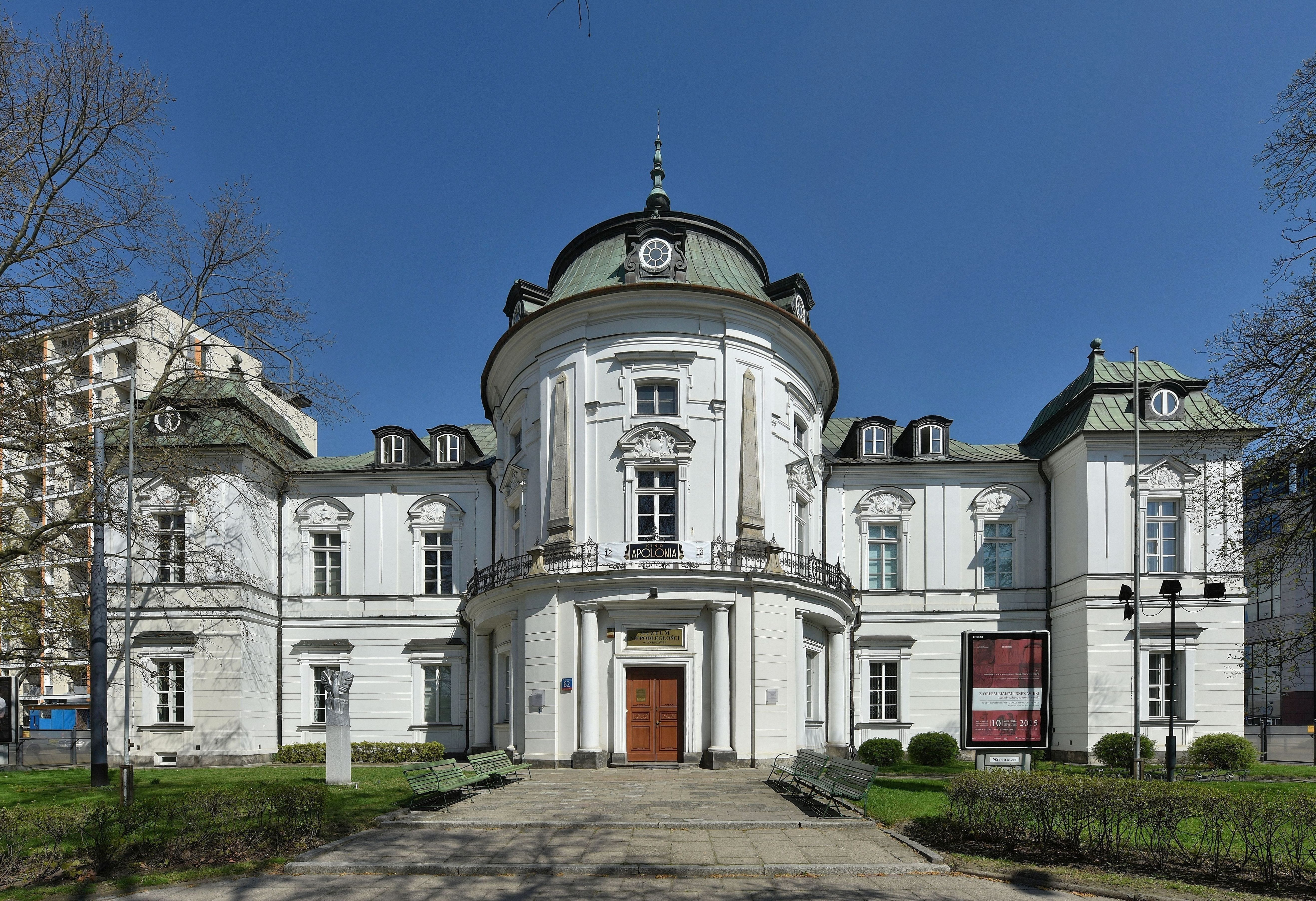
Przebendowski-Palast in Warschau

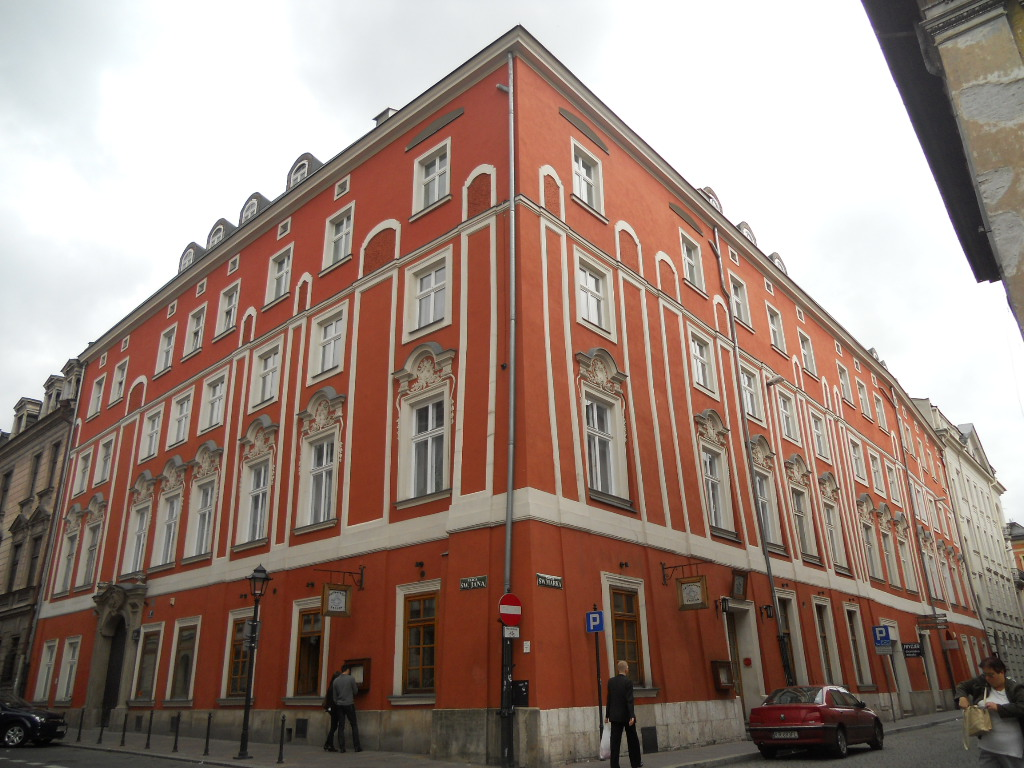
Przebendowski-Palast in Krakau

- Johann von Prebendow (* vor 1576; † nach 1658), 1630 Landrichter von Lauenburg; ⚭I. Priska von Pirch; ⚭II. Katharina von Grumbkow
  - (ex I.) Peter von Prebendow (* ca. 1620; † 1700), 1654–1657 Landrichter von Lauenburg, 1645 Deputierter im Polnischen Sejm; ⚭I. ca. 1638 Anna Katharina von Krockow († nach 1647); ⚭II. um 1657/1658 Kordula Heyna h. Jasienczyk; ⚭III. 1666 Anna Dorpowska (* 1637; † 1667); ⚭IV. Anna Konstanze von Jatzkow
    - (ex I.) Graf Johann Georg Przebendowski (* 1638; † 1729), Großkronschatzmeister; ⚭ 1684 Margareta Elisabeth von Flemming (* 1664; † 1728), Tochter des Grafen Heino Heinrich von Flemming (* 1632; † 1706), sächsischer, dann brandenburgischer Generalfeldmarschall und Gouverneur von Berlin
      - Graf Piotr Henryk Przebendowski († 1710), 1710 Krontafelvorschneider
      - Komtesse Henryka Dorota Przebendowska (* ca. 1682; † 1755); ⚭I. 1703 Fürst Jan Mikolaj Radziwiłł h. Traby (* 1681; † 1729), 1699–1708 Tafelvorschneider von Litauen, 1706–1707 Kastellan von Wilna, Senator, 1708 Woiwode von Nowogród; ⚭II. 1730 Franciszek Bieliński h. Junosza (* 1683; † 1766), 1725–1732 Woiwode von Kulm, Senator, 1732–1742 Kronobermarschall, 1742–1766 Krongroßmarschall

    - (ex II.) Komtesse Cordula Anna Przebendowska (* 1658)[3]
    - (ex II.) Graf Joachim Przebendowski, Sejmdeputierter
    - (ex II.) Graf Theodor Przebendowski, Zisterzienser-Abt von Mogila, 1698 Koaudiator in Oliva
    - (ex IV.) Komtesse Anna Konstanze Przebendowska (* 1658); ⚭I. Michael Brandt; ⚭II. Georg Albrecht von Jatzkow, 1696 brandenburgischer Oberlandeshauptmann zu Lauenburg und Bütow

  - (ex I.) Jakob Ernst Przebendowski
  - (ex I.) Anna Przebendowska
  - (ex I.) Veronika Przebendowska († 1656); ⚭ Rüdiger Woitzlaff Mitzlaff (* 1607; † 1693), kaiserlicher Obristwachtmeister
  -  ? (ex I.) Adelgunde Katharina Przebendowska († 1688), seit 1686 im Kloster Chórowa
  - (ex II.) Barbara Przebendowska; ⚭I. Franciszek Bielski; ⚭II. vor 1670 Jan Boguslaw Kczewski h. Lewart, Landobrister von Lauenburg
  - (ex II.) Joachim Heinrich Przebendowski, 1697 Elektor August II. des Starken zum polnischen König; ⚭ Elisabeth Emerenzia von Chinow († vor 1714)
    - Graf Peter Georg Przebendowski (* 1674; † 1755), 1713–1722 Woiwode von polnisch Livland und 1722–1755 Marienburg, 1733 Elektor Stanislaus I. Leszczyński zum polnischen König; ⚭ 1714 Urszula Potocka h. Pilawa Zlota († 1796)
      - Komtesse Anatolia Teresa Przebendowska (* 1717; † 1741), seit 1736 als Urszula Benediktinerin-Nonne im Sakramentki-Kloster in Warschau
      - Komtesse Anna Teresa Przebendowska (* 1721; † 1798); ⚭ 1743 Fürst Aleksander Józef Sułkowski h. Sulima (* 1695; † 1762), polnisch-sächsischer Minister, General der Kronarmee, 1729 Jägermeister von Litauen
      - Komtesse Elżbieta Urszula Przebendowska († vor 1790); ⚭I. nach 1737 Jerzy Marcin Ożarowski h. Rawicz (* 1685; † 1741), Kronlagermeister 1729, Marschall der Woiwodschaft Krakau 1734, General der Kronarmee 1737[4]; ⚭II. 1750 Andrzej Moszczenski h. Nałęcz (* 1717; † 1783), Kastellan 1754 und Woiwode 1764 von Inowroclaw
      - Komtesse Zofia Antonina Róża Przebendowska (* 1728; † 1803), seit 1746 als Urszula Benediktinerin-Nonne im Sakramentki-Kloster in Warschau
      - Graf Jakob IV. Przebendowski (* 1730; † 1751)
      - Graf Franz Ignatz Przebendowski (* 1731; † 1791), 1772–1779 Woiwode von Pommerellen, polnischer Kammerherr, 1776 Generaldirektor der königlichen Post sowie Mitglied der Nationalen Erziehungskommission; ⚭ Komtesse Felicja (Szczesna) Wielopolska h. Starykon (* 1735; † 1819)[5]
        - Komtesse Marianna Felicja Przebendowska; ⚭I. 1786 (Eheannullierung um 1790), Ignacy Dembinski h. Rawicz, 1780 Starost von Wolfram und 1787 Thanndorf; ⚭II. Tadeusz Graf Matuszewicz (* 1765; † 1819), polnischer Finanzminister

      - Komtesse Izabella Teresa Przebendowska († 1753); ⚭ 1751 Michal Augustyn Hutten Czapski h. Leliwa (* 1702; † 1796), 1756 Woiwode von Marienburg

    - Graf Jakob II. Przebendowski († 1724), 1711 Starost von Mielau, 1716–1724 Kastellan von Elbing, 1716 zum Katholizismus konvertiert, kaufte vom Jakob Sobieski die ehemals königlichen Güter Koliebken; ⚭ 1715 Maria Teresa Tarlo h. Topór
      - Graf Joseph Anton von Prebendow (* 1719; † 1775), 1758 polnischer und 1772 preußischer Generalleutnant, 1748–1765 Bannerträger von Pommerellen, 1764 Elektor Stanislaus II. August Poniatowski zum polnischen König, 1765 General-Adjutant des Königs, lebte im in der ehemaligen Residenz von König Johann III. Sobieski in Kolibki, größter Grundbesitzer in Preußen Königlichen Anteils. Ritter des Ordens St. Michaelis; ⚭ vor 1744 Freiin Bernardine Christina von Kleist (* 1725), Tochter des kurkölnischen Generalleutnant Freiherr Ewald von Kleist (* 1667; † 1746)
        - Graf Johann Nepomuk Michael von Prebendow (* 1744; † 1796), sächsischer Kapitän, preußischer Kammerherr; ⚭I. Komtesse Magdalena Luise von Flemming (* 1754; † nach 1783), Tochter des Grafen Karl Georg Friedrich von Flemming (* 1705; † 1767), sächsischer Gesandter, General der Infanterie und Geheimer Kabinettsminister; ⚭II. Maria Theresia (von) Arciszewska († nach 1796)
        - Komtesse Amalia von Prebendow († nach 1782)
        - Graf Clemens August Anton von Prebendow (* 1748; † 1808), königlich polnischer Major im Kościuszko-Aufstand; ⚭I. 1774 Wilhelmine Rumpf († vor 1801); ⚭II. NN; ⚭III. Julia Sokolowska († 1831)
          - (ex I.) Graf Bernhard Joseph Friedrich Ludwig von Prebendow (* 1774; † jung)
          - (ex I.) Graf Konstantin Przebendowski (* 1776; † 1831), polnischer Brigadegeneral; ⚭ 1809 Zuzanna Tekla Zielinska h. Swinka (* 1778; † 1842)
          - (ex II.) Komtesse Antonina von Prebendow († nach 1856); ⚭ Martin von Berens († nach 1856)[6]
          - (ex II.) Komtesse Josepha von Prebendow († nach 1856); ⚭ NN von Prez († vor 1855), Oberst
          - (ex II.) Komtesse Marianna von Prebendow († nach 1856)
          - (ex III.) Komtesse Ludowika von Prebendow (* 1799); ⚭ 1820 August von Montowt († 1835), preußischer Major
          - (ex III.) Komtesse Julia Barbara Pelagia von Prebendow (* 1800; † 1865); ⚭I. Chlodwig Christian Maximilian Friedrich Dunin von Przychowski (1782–1838), preußischer Hauptmann; ⚭II. Gustav Adolf Ferdinand Heinrich Leo, (* 1779; † 1840), preußischer Regierungspräsident in Posen
          - (ex III.) Graf Alexander von Prebendow (* 1802; † 1858), preußischer Hauptmann; ⚭ 1831 Komtesse Agnes Ernestine Abigail von Krockow-Wickerode a.d.H. Bohlschau (* 1811; † 1881)
            - Graf Oscar von Prebendow (* 1833; † 1866), preußischer Leutnant und Regierungsassessor in Düsseldorf
            - Komtesse Agnes Ernestine Ludowike Alexandrine von Prebendow (* 1834; † 1904)[7]; ⚭ 1856 Karl Ludwig Eduard Ferdinand von Kropff (* 1793; † 1872), preußischer Generalleutnant
            - Graf Hans Alexander von Prebendow (* 1835; † 1914), preußischer Major und Chef der Garde-Invalidenkompanie in Potsdam; ⚭ 1875 Valeska von der Lancken (* 1845)
              - Komtesse Gerda von Prebendow (* 1880)
              - Komtesse Vera Adelheid von Prebendow (* 1885); ⚭ 1907 Clemens Franz Günther von Poncet (* 1872; † 1936), preußischer Major[8]

            - Komtesse Marie von Prebendow (* 1837)
            - Komtesse Elisabeth von Prebendow (* 1838)
            - Komtesse Cäcilie von Prebendow (* 1839)
            - Komtesse Adelheid von Prebendow (* 1840; † 1915), 1897–1915 Stiftsdame
            - Graf Hans von Prebendow (* 1842; † 1860)
            - Komtesse Sophie von Prebendow (* 1843)
            - Komtesse Ernestine von Prebendow (* 1847); ⚭ 1872 Ernst Wilhelm Adolph Schulze (* 1837; † 1910), 1885 Superintendent in Gollnow[9]

          - (ex III.) Graf Franz Michael von Prebendow (* 1805; † 1869), preußischer Hauptmann, Erbherr auf Schübben; ⚭ 1838 Maria Sophie Eleonore von Kleist (* 1814; † 1896)
            - Graf Paul von Prebendow (* 1839)
            - Graf Alfred von Prebendow (* 1841; † 1871) preußischer Premierleutnant
            - Graf Anton von Prebendow (* 1843; † 1866), preußischer Portepee-Fähnrich
            - Komtesse Veronica von Prebendow (* 1848; † nach 1912); ⚭ 1872 Albert von Heyden (* 1842), preußischer Oberstleutnant

          - (ex III.) Graf Stanislaus Napoleon von Prebendow (* 1807; † 1850), Hauptmann im 13. schleswig-holsteinischen Bataillon

        - Graf Joseph von Prebendow (* 1749/1750; † nach 1796), polnischer Major im Kosciuszko-Aufstand
        - Komtesse Bernardina Margaretha Casimira Apollonia von Prebendow (* 1753; † 1823), Äbtissin in Kulm
        - Komtesse Franciszka Felicja Barbara von Prebendow (* 1755; † vor 1782)
        - Komtesse Theresa von Prebendow († nach 1782); ⚭ Conrad Ferdinand von Podewils (* 1749; † 1823), preußischer Leutnant
        - Graf Ferdinand von Prebendow (* 1761/1762; † nach 1796)

      - Graf Jakob Przebendowski (* vor 1724; † vor 1787), 1772 Kastellan von Elbing, 1773 Ritter des Stanislaw-Ordens; ⚭ Aniela Oborska h. Pierzchała (Roch)
        - Graf Piotr III. Przebendowski († 1794) polnischer Offizier im Kościuszko-Aufstand; ⚭ Marianna Rudzińska h. Prus III (* 1757; † 1827), Tochter des Michał Kazimierz Rudziński (* 1730; † 1764), Woiwode von Masowien
          - Graf Piotr IV. Przebendowski (* 1789; † 1837); ⚭ 1817 Wiktoryna Łubińska
            - Graf Ludwik Przebendowski, 1855 Erbherr auf Luszowice bei Tarnów in Galizien
            - Komtesse Aleksandra Przebendowska (* um 1829; † 1879); ⚭ Graf Wiktor Lanckoroński († 1883)

        - Graf Karol Przebendowski († 1814), 1787 Domherr von Krakau

      - Komtesse Elżbieta Karolina Felicja Przebendowska (* 1722; † 1807), seit 1744 als Wincenta Benediktinerin-Nonne im Sakramentki-Kloster in Warschau
      - Komtesse Johanna Przebendowska († nach 1766), polnisch-kursächsische Hofdame, 1735 Sternkreuzordensdame

    - Graf Johann Przebendowski (* nach 1676; † 1728), Krontafelvorschneider, 1714 Gesandter in Wien; [⚭ um 1724] Anna Maria Jabłonowska
    - Graf Joachim Heinrich Przebendowski (* 1675; † 1721), 1716 Bischof von Luck
    - Graf Ernst Christoph Przebendowski († nach 1741), 1727 polnischer Generalleutnant bei den Dragonern; ⚭I. Margareta Elisabeth von Jatzkow († nach 1746); ⚭II. 1720 Anna Catharina von der Goltz (* 1706; † 1730)
      - Komtesse Auguste Elisabeth Przebendowska; ⚭ 1756 Franz Joachim von der Goltz († 1760/1763), 1760 polnisch-kursächsischer Oberstleutnant
      - (ex II.) Komtesse Ernestine Diliana Przebendowska (* 1727; † 1787); ⚭ 1749 Joachim Rüdiger von der Goltz (* 1717; † 1771)

    - Komtesse Regina Przebendowska († nach 1746); ⚭ 1712 Remigian Ludwik Lewald Jezierski h. Rogala (* 1676; † vor 1729), 1716–1728 Landrichter von Tuchel

  - Lorenz Georg von Prebendow
  - Elisabeth Ursula von Prebendow († nach 1662); ⚭ Lukas von Rexin (* 1629; † nach 1662)